# Pierre Thiolon (basket-ball)
Pour les articles homonymes, voir Pierre Thiolon.
Pierre Thiolon, né le 17 janvier 1927 dans le 16e arrondissement de Paris et mort le 14 avril 2014 à Thiais, est un joueur français de basket-ball, évoluant au poste d'intérieur.

## Biographie
Pierre Thiolon joue à trente-cinq reprises pour l'équipe de France entre 1947 et 1951, marquant 152 points. Les Bleus terminent cinquièmes du Championnat d'Europe de basket-ball 1947. Ils remportent la médaille d'argent aux Jeux olympiques d'été à Londres. L'intérieur décroche avec les Bleus la médaille de bronze au Championnat d'Europe de basket-ball 1951. En club, il évolue sous les couleurs du Stade français.

## Palmarès
Équipe de France
- 35 sélections entre 1947 et 1951
- Jeux olympiques d'été
  -  médaille d'argent aux Jeux olympiques 1948 à Londres
- Championnat d'Europe de basket-ball
  -  médaille de bronze au Championnat d'Europe de basket-ball 1951 à Paris

## Vie privée
Il était marié à la basketteuse Ginette Merle.